# Ločenice
Ločenice é uma comuna checa localizada na região da Boêmia do Sul, distrito de České Budějovice.